# Stegelytra bolivari
Stegelytra bolivari är en insektsart som beskrevs av Victor Antoine Signoret 1880. Stegelytra bolivari ingår i släktet Stegelytra och familjen dvärgstritar. Inga underarter finns listade i Catalogue of Life.